# Atractides tenuiscutatus
Atractides tenuiscutatus är en kvalsterart som beskrevs av Herbert Habeeb 1957. Atractides tenuiscutatus ingår i släktet Atractides och familjen Hygrobatidae. Inga underarter finns listade.